# Egypt 1156 a.C.: l'enigma della tomba reale
Egypt 1156 a.C.: l'enigma della tomba reale è un videogioco di avventura grafica co-pubblicato da Cryo Interactive, Canal+ Multimedia e Réunion des Musées Nationaux (oltre che alla DreamCatcher Interactive in America) per Microsoft Windows nel 1997 e PlayStation nel 1999 (quest'ultima versione solo PAL, in Europa).
La colonna sonora del gioco è stata composta tramite strumenti musicali egiziani tradizionali dell'epoca (Egypt: Music of the Nile from the Desert to the Sea, Virgin Records, 1997).

## Trama
L'anno (come dice il titolo) è il 1156 a.C. Ramoset, un giovane scriba di Tebe, è in missione per scagionare suo padre scriba Djedhedet, un allievo del mastro scriba To; il padre del protagonista è accusato di aver organizzato il saccheggio della tomba del Faraone d'Egitto Menes Ihmet, e a meno che Ramoset non riesca a trovare il responsabile del furto entro tre giorni, alla festa di Opet, il nome del padre potrebbe essere cancellato per sempre. Le indagini di Ramoset iniziano di notte, proprio davanti alla tomba del Faraone, dove viene aiutato da diversi membri della squadra che lavora allo scavo e alla decorazione e scopre una pietra sulla quale è disegnata una pianta della tomba e una scimmia, segno caratteristico di Hori, uno dei progettisti che hanno lavorato vicino alle cascate. Ramose parte quindi il mattino seguente e raggiunge il villaggio di Deir el-Medineh per indagare, ma trova il suo uomo morto nella cantina di casa sua, e le prove che trova sulla scena del crimine accusano un falegname che era partito per la bottega degli imbalsamatori.
Il giorno successivo, Ramoset raggiunge il laboratorio dove scopre un intrigo, e, usando la sua astuzia, riesce a spacciarsi per l'assistente del falegname Tchai, uno dei cospiratori, i quali lo portano a una tomba dove avviene la sepoltura di un nobile. Ramoset scende quindi nella camera funeraria, ma vi viene murato e per fuggire percorre un tunnel che lo conduce ai cantieri di un'altra tomba, che sarà presto occupata dal nobile Panehesis al suo eventuale trapasso. Ramoset viene subito trovato da una sacerdotessa al servizio del Cobra, la quale si offre di aiutarlo nelle sue indagini e lo conduce alla villa dello stesso Panehesis, dove questi ha organizzando una grande festa; il giovane si traveste quindi da un suo ospite e riesce a trovare una pianta della sala ipostila del tempio di Ra a Karnak. Panehesis invita poi Ramoset a una partita a senet; quest'ultimo vince, ma il nobile lo accusa di aver imbrogliato e Ramoset è costretto a sfuggire alla sua furia.
Arrivato al tempio a notte fonda, Ramoset vede la sacerdotessa Aamerut, figlia del primo servitore di Amon Ramsesnakht, e questa si serve del giovane per sventare gli intrighi del suocero Ptahnefer, terzo servitore del dio per volontà del Faraone; è infatti a causa del rancore che prova nei confronti di quest'ultimo che è nata l'idea della vendetta e del saccheggio della tomba allo scopo di provocare la disgrazia di To, primo dignitario di corte e maestro di Ramoset. Il giovane scopre vari pezzi del bottino rubato e alcuni documenti che accusano Ptahnefer. Il mattino dopo, alla festa di Opet che si svolge nel tempio, Ramoset comprova le accuse e smaschera Ptahnefer, scagionando così il padre che viene riabilitato. Trenta giorni dopo, Ramoset verrà lautamente ricompensato e promosso scriba delle armate del Faraone.

## Modalità di gioco
Nello stesso metodo di gameplay di Versailles 1685: Complotto alla corte del Re Sole, altro gioco della Cryo Interactive uscito l'anno precedente, Egypt 1156 a.C.: l'enigma della tomba reale è un punta e clicca tridimensionale, nel quale è possibile interagire con gli oggetti, ma anche girarsi intorno, in alto e in basso grazie alla visione a 360° gradi in prima persona. Inoltre, lungo il gioco sono presenti molti punti interagibili dove è possibile ricavare informazioni sull'Antico Egitto all'epoca (la condizione dei cosiddetti "schiavi", ad esempio, o gli amuleti magici e la loro precisa funzione).

## Sviluppo
Serious Games ed Edutainment Applications hanno dichiarato che Versailles 1685: Complotto alla corte del Re Sole, videogioco del 1996, considerato pionere del genere "intrattenimento culturale" (ossia un insieme tra intrattenimento ed educazione culturale), abbia segnato la strada per giochi come la stessa trilogia Egypt.

## Doppiaggio
| Personaggio   | Doppiatore            |
| ------------- | --------------------- |
| Ramose        | Giuseppe Calvetti     |
| Montumesse    | Massimo Antonio Rossi |
| Inherkha      |                       |
| Pentaur       |                       |
| Taverniera    | Grazia Verasani       |
| Penmenefer    | Gabriele Duma         |
| Hori          |                       |
| Osiride       | Lello Lombardi        |
| Imbalsamatore | Umberto Bortolani     |
| Vedova        | Grazia Verasani       |
| Prefica       | Giuliana Nanni        |
| Guardiano     | Lello Lombardi        |
| Panehesis     |                       |
| Aamerut       | Renato Bertolas       |
| Orologo       | Riccardo Rovatti      |
| To'           |                       |
| Ptahnefer     |                       |

## Accoglienza
| Testata                           | Versione | Giudizio    |
| --------------------------------- | -------- | ----------- |
| Adventure Gamers                  | PC       | [ 3 ] [ 4 ] |
| Console News                      | PC       | 80%         |
| Feibel                            | PC       | Eccellente  |
| Jeuxvideo.com                     | PS1      | 13/20       |
| Joypad                            | PS1      | 5/10        |
| Joystick                          | PC       | 63%         |
| Just Adventure                    | PC       | C+          |
| Macledge                          | PC       | [ 11 ]      |
| North Orange County Computer Club | PC       | Positivo    |
| PC Zone                           | PC       | 70/100      |
| Quandary                          | PC       | 2,5/5       |
| Tap Repeatedly                    | PC       | [ 15 ]      |
| The Av Vault                      | PC       | Misto       |
| UHS Hints                         | PC       | [ 17 ]      |

Egypt si è rivelato un successo commerciale. Come riportato dal giornale francese Les Échos, ha venduto circa 250 000 copie fino a Novembre 1998, classificandosi tra i 10 videogiochi per computer più venduti nel 1997. Secondo la Cryo Interactive, ha invece venduto 500 000 copie in tutta Europa verso il mese di Novembre del 2000, mentre il mese di dicembre, stando a Mattieu Saint-Dennis, ha venduto oltre 550 000 copie in tutta Europa, di cui 200 000 nella sola Francia. Il mese di Febbraio 2004, sia Egypt che il suo seguito hanno venduto oltre 700 000 copie in tutto il mondo..

## Sequel
Il gioco è stato il capostipite di una serie che è continuata con Egypt 2: la profezia di Heliopolis e si è conclusa con Egypt III - Il destino di Ramses.